# Plutographa anopa
Plutographa anopa är en fjärilsart som beskrevs av Diakonoff 1989. Plutographa anopa ingår i släktet Plutographa och familjen vecklare. Inga underarter finns listade i Catalogue of Life.